# Partido Comunista Obrero Español (1921)
El Partido Comunista Obrero Español fue un partido político español, escindido del PSOE tras la decisión del III Congreso Extraordinario del 1920, por la cual el PSOE se adhirió a la Internacional Dos y medio o Internacional de Viena y rechazó las 21 Condiciones de ingreso en el Komintern. El sector minoritario (tercerista), partidario de adherirse a la Internacional Comunista (Komintern) decidió escindirse del PSOE para fundar el Partido Comunista Obrero Español, adherido a la III Internacional. De esta manera el PCOE era la segunda organización española adherida a la Komintern, junto con el Partido Comunista Español, escindido el año anterior del PSOE.

## Historia
El 9 de abril de 1921 el PSOE resolvió en un congreso su alejamiento de la III Internacional y provocó la marcha de terceristas que procedieron a la fundación del PCOE, que se produjo el 13 de abril de 1921, cuando estos manifestaron su voluntad de adherirse por su cuenta a la Internacional Comunista. Entre los firmantes de ese manifiesto leído por Óscar Pérez Solís se declaró una comisión organizadora formada por Virginia González Polo, Daniel Anguiano, Eduardo Torralba Beci, Manuel Núñez Arenas, Luis Mancebo y Evaristo Gil. Un congreso extraordinario de la Federación de Juventudes Socialistas celebrado entre los días 16 y 20 de abril  supuso la unión de estas al partido para formar las juventudes comunistas del PCOE.
Gerald H. Meaker señala que al partido le faltó el «talento y carisma» interno necesario para movilizar a las masas con éxito, aunque también apunta dos eventos, el asesinato de Eduardo Dato y el Desastre de Annual como sucesos enrarecedores del clima político que dificultaron la consolidación del partido. Ignacio Olábarri Gortázar señala sin embargo la notabilidad de la élite que creó el partido, en una lista formada por los nombres firmantes ya mencionados de Antonio García Quejido —presidente entre 1888 y 1892 de la UGT—, Facundo Perezagua, Manuel Núñez de Arenas, Eduardo Torralba Beci y Óscar Pérez Solís junto con Isidoro Acevedo y Leandro Carro. Su primer secretario general fue Óscar Pérez Solís.
El partido comenzó a publicar La Guerra Social, una revista editada por Torralba Beci.
En noviembre de 1921, en la llamada «Conferencia de fusión» celebrada entre los días 7 y 14 de noviembre, el PCOE y el Partido Comunista Español, influenciados por las presiones de la Internacional Comunista —y con la mediación de Antonio Graziadei—, se fusionaron en el Partido Comunista de España (PCE), que se convirtió en el único referente tercerista en España. Las juventudes de ambos partidos, ambas provenientes de las federaciones juveniles socialistas, emprendieron también un proceso de fusión que culminó con la creación de la Unión de Juventudes Comunistas de España.